# Anabela Cardoso
Anabela Maria Mourato Cardoso (* in Crato) ist eine portugiesische frühere Diplomatin. Seit Ende der 1990er Jahre beschäftigt sie sich vor allem mit parapsychologischen Phänomenen, insbesondere der „Instrumentellen Transkommunikation“.

## Leben und Wirken
Anabela Cardoso studierte Germanistik an der Universität Lissabon und Landwirtschaft an der Open University of Australia. Von der Roger Williams University in Bristol, Rhode Island, wurde sie zum „Doctor of Public Service“ honoris causa ernannt.

### Tätigkeit als Diplomatin
Anabela Cardoso war seit 1976 im diplomatischen Dienst Portugals tätig. 1979 war sie die erste Frau Portugals, die eine diplomatische Funktion außerhalb der Landesgrenzen innehatte. Sie war tätig als Konsul in Providence, Rhode Island, Botschaftsrat in New Delhi und Geschäftsträger a. i. in Indien, Botschaftsrat in Tokio und Geschäftsträger a. i. in Japan, Generalkonsul in Galicien und Generalkonsul in Lyon. In Portugal war sie außerdem Leiter des Instituts für Asien-Angelegenheiten beim portugiesischen Ministerium für Auswärtige Angelegenheiten.

### Tätigkeit als Parapsychologin
Seit 1997 experimentiert Anabela Cardoso zu parapsychologischen Phänomenen, insbesondere mit „Instrumenteller Transkommunikation“ (ITC) zur Erfassung von Tonbandstimmen. Ihre Ergebnisse wurde teilweise unter kontrollierten Bedingungen gewonnen und durch bekannte Wissenschaftler wie den Psychologen David Fontana, den früheren Präsidenten der Society for Psychical Research, und den Physiker Ernst Senkowski begutachtet. Im Jahr 2000 gründete Anabela Cardoso das ITC Journal und 2005 das ITC Journal Research Centre in Spanien.
2011 stellte sie sich für die Fernsehsendung Stimmen aus dem Jenseits aus der Reihe ProSieben Spezial zur Verfügung, um in einer anechoischen Kammer gezielt Tonbandstimmen zu erfassen. Die Auswertung der Bänder durch einen Audiotechniker und auch durch Anabela Cardoso selbst ergab jedoch keine verwertbaren Aufnahmen.

## Schriften
- Electronic Voices: Contact with Another Dimension. O Books, Winchester 2010, ISBN 978-1-84694-363-8.